# Vladimir Gudelj
Vladimir "Vlado" Gudelj, (Trebinje, RS de Bosnia y Herzegovina, Yugoslavia, 27 de diciembre de 1966) es un exfutbolista bosnio. Jugaba como delantero y desarrolló la mayor parte de su carrera en el FK Velež Mostar y en el Real Club Celta de Vigo, donde llegó a ser máximo goleador de la Segunda división y del que es el tercer máximo realizador en la historia del Celta en Primera División con 68 goles.
Fue entrenador de campo del R.C. Celta De Vigo, y ha sido elegido mejor delegado de Primera División de la temporada 2012/2013.

## Trayectoria
Se formó en las categorías inferiores del FK Velez Mostar, equipo con el que debutó en la máxima categoría del fútbol yugoslavo, en el año 1985, jugando competiciones Europeas (Copa de la UEFA) y donde permanecería hasta el año 1991 formando una gran dupla de ataque junto a Meho Kodro.
En 1991 llegó a Vigo fichado por el Real Club Celta de Vigo, club del que acabó convirtiéndose en uno de los mejores jugadores de su historia. Debutó en Primera División el 13 de septiembre de 1992 en Balaídos, en un Celta de Vigo - Valencia CF que terminó con empate a cero. En el Celta ha sido Pichichi de Segunda División en la temporada 1991-92. En Primera fue máximo goleador del Celta en las temporadas 1992-93, 1993-94, 1994-95, 1995-96 y 1996-97. Es el jugador que más veces, seis, ha sido máximo goleador del Celta en toda la historia. Además es el tercer máximo goleador de la historia del Celta en Primera con 68 goles y es el segundo máximo goleador de la historia del Celta en cualquier categoría con 94 goles.
Gudelj finalizó su carrera futbolística en España jugando para otro equipo gallego, la Sociedad Deportiva Compostela, volviendo así a la Segunda división española que le vio debutar 10 años atrás. En cada una de las dos temporadas que jugó marcó 9 goles, lo que lo convirtió en la temporada 2000-2001 en el máximo goleador del equipo.

## Clubes
| Club                | División                   | Temporada           | Liga  | Liga  | Copa Nac. | Copa Nac. | Cop Inter. | Cop Inter. | Total | Total |
| Club                | División                   | Temporada           | Part. | Goles | Part.     | Goles     | Part.      | Goles      | Part. | Goles |
| ------------------- | -------------------------- | ------------------- | ----- | ----- | --------- | --------- | ---------- | ---------- | ----- | ----- |
| FK Velež Mostar     | Primera Liga de Yugoslavia | 1986/90             | 156   | 55    | -         | -         | -          | -          | 146   | 55    |
| Celta de Vigo       | Segunda División de España | 1991/92             | 36    | 27    | 1         | 1         | -          | -          | 37    | 28    |
| Celta de Vigo       | Primera División de España | 1992/93             | 28    | 7     | 0         | 0         | -          | -          | 28    | 7     |
| Celta de Vigo       | Primera División de España | 1993/94             | 34    | 12    | 10        | 7         | -          | -          | 44    | 19    |
| Celta de Vigo       | Primera División de España | 1994/95             | 34    | 17    | 3         | 3         | -          | -          | 37    | 20    |
| Celta de Vigo       | Primera División de España | 1995/96             | 37    | 15    | 5         | 1         | -          | -          | 42    | 16    |
| Celta de Vigo       | Primera División de España | 1996/97             | 29    | 13    | 1         | 1         | -          | -          | 30    | 14    |
| Celta de Vigo       | Primera División de España | 1997/98             | 19    | 2     | 4         | 4         | -          | -          | 23    | 6     |
| Celta de Vigo       | Primera División de España | 1998/99             | 14    | 2     | 0         | 0         | 3          | 1          | 17    | 3     |
| SD Compostela       | Segunda División de España | 1999/00             | 30    | 10    | 4         | 2         | -          | -          | 34    | 12    |
| SD Compostela       | Segunda División de España | 2000/01             | 25    | 9     | 1         | 0         | -          | -          | 26    | 9     |
| Total en su carrera | Total en su carrera        | Total en su carrera |       |       |           |           |            |            | 464   | 189   |

### Palmarés
- Máximo goleador de  Segunda División española - 1991/1992
- Campeón de Segunda División de España - 1991/1992
- Subcampeón de Copa del Rey 1993/1994
- Máximo goleador de la Copa del Rey 1993-1994 (7 goles, empatado con Coca del Corralejo)[4]